# Laure Gatet

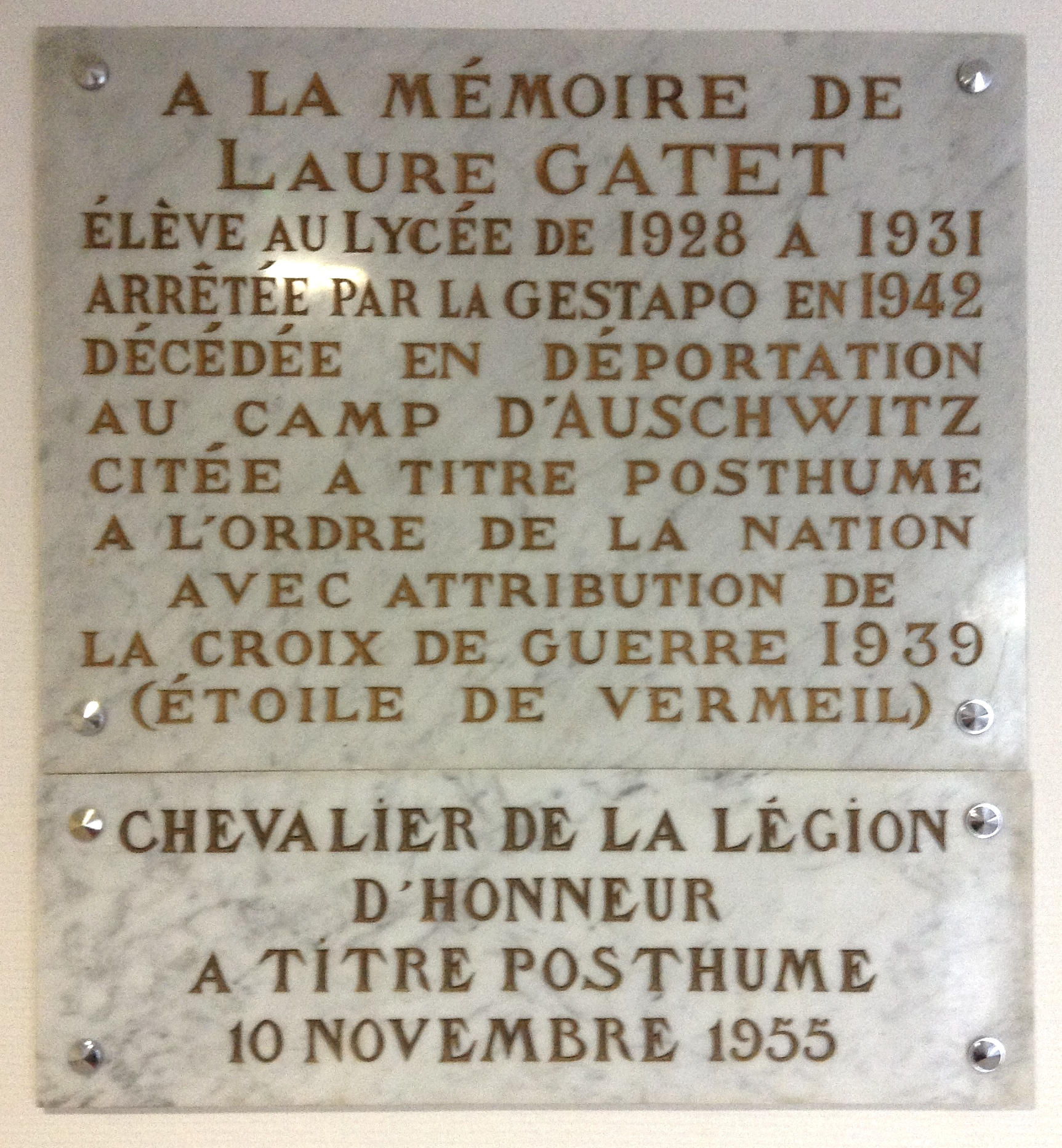
Gedenktafel des Lycée Laure Gatet in Périgueux

Laure Constance Pierrette Gatet (* 19. Juli 1913 in Boussac-Bourg; † 25. Februar 1943 im KZ Auschwitz) war eine französische Apothekerin, Biochemikerin und Résistancekämpferin.
Nach dem Besuch mehrerer Schuleinrichtungen im Südwesten Frankreichs, insbesondere in Périgueux und Bordeaux, begann Laure Gatet mit dem Pharmaziestudium, bevor sie sich der biochemischen Forschung zuwandte. Während der deutschen Besetzung trat sie der Résistancegruppe Confrèrerie Notre Dame bei und fungierte dort als Verbindungsfrau für die Organisation France libre. Sie beteiligte sich an Propagandaaktionen gegen die Nazis und am Austausch geheimer Informationen zwischen Frankreich und seinen Nachbarländern. Nachdem von der deutschen Polizei entdeckt, wurde sie am Abend des 10. Juni 1942 inhaftiert und in mehrere Gefängnisse und Konzentrationslager deportiert, zuletzt ins KZ Auschwitz, wo sie am 25. Februar 1943 ermordet wurde.